# Manchester, Kansas
Manchester är en ort i Dickinson County i Kansas. Vid 2010 års folkräkning hade Manchester 95 invånare.